# Jowell & Randy
Jowell & Randy (ook bekend als Jowell y Randy) zijn een reggaeton-duo uit Puerto Rico.

## Vroege jeugd
Jowell (Joel A. Muñoz) werd geboren op 3 maart 1982 te Springfield, Massachusetts. Op vroege leeftijd raakte hij geïnteresseerd in rap en deed hij bij talentenshows imitaties van Vico C, een rapper waar hij toen fan van was. Toen hij 14 jaar was, begon hij met het schrijven en opnemen van muziek.
Randy (Randy A. Ortiz Acevedo) werd geboren in 1983 in San Juan, Puerto Rico. Van jongs af aan luisterde hij naar Rap en Reggae. In zijn puberteit maakte hij snel naam en stond hij onder andere op het podium met verscheidene artiesten als Don Omar. Het eerste nummer dat hij schreef heette  "Siéntelo Mujer", maar de doorbraak als solo-artiest bleef uit. Uiteindelijk ontmoette hij Joel (Jowell) en vormden ze een duo.

## Discografie
- 2007: Casa de Leones (met Guelo Star en J. King & Maximan)
- 2007: Los Más Sueltos del Reggaetón
- 2009: El Momento
- 2013: Sobredoxis
- 2017: Viva La Musik
- 2020: Viva el Perreo
- 2023: Viva La Music